# T Волка
T Волка (лат. T Lupi) — одиночная переменная звезда в созвездии Волка на расстоянии приблизительно 4977 световых лет (около 1526 парсеков) от Солнца. Видимая звёздная величина звезды — от +12,11m до +11,71m.

## Характеристики
T Волка — красный гигант, углеродная пульсирующая медленная неправильная переменная звезда (LB) спектрального класса C(Nb). Радиус — около 232,16 солнечных, светимость — около 6088,523 солнечных. Эффективная температура — около 3346 K.